# Monument voor de gevallen krijger
Het monument voor de gevallen krijger, of krijger voor hij dodelijk getroffen wordt, is een oorlogsmonument in Tiel. Met het monument wil Tiel de 30 militairen, werkers en gijzelaars uit de gemeente gedenken die omkwamen tijdens de Tweede Wereldoorlog. Het monument staat in het parkje van de Sint-Maartenskerk, op het Kerkplein in Tiel. 

## Beschrijving
Het monument is een bronzen beeld van een staande man met een doek om zijn middel. Het beeld is geplaatst op een bakstenen voetstuk met daarop een gedenkplaat met de namen van de gesneuvelden. Het monument is ongeveer 2 meter hoog.

## Geschiedenis
Het beeld werd op 4 mei 1950 onthuld door burgemeester Cambier van Nooten. Het was destijds nog naakt. Nadat bleek dat veel mensen bezwaar hadden tegen het naakte beeld, werd aan de beeldhouwer Wim van Hoorn verzocht een lendendoek aan te brengen.
Oorspronkelijk stond het beeld op een speciaal daartoe ingerichte herdenkingsplaats aan de rand van de binnenstad. In de negentiger jaren van de twintigste eeuw wilde het college van B&W die ruimte een andere bestemming geven. Het is toen  verplaatst naar een plek bij de Hervormde Sint-Maartenskerk in het centrum van de stad. Bij de besluitvorming in de gemeenteraad was er enig verzet tegen die plaats. De motivatie daarvoor was dat een monument voor de gevallenen in Tweede Wereldoorlog juist niet bij een kerk geplaatst zou moeten worden, gezien de historische houding van kerken jegens communisten, homoseksuelen en joden, drie groepen die bij uitstek het slachtoffer van het nazisme zijn geweest.

## Foto's

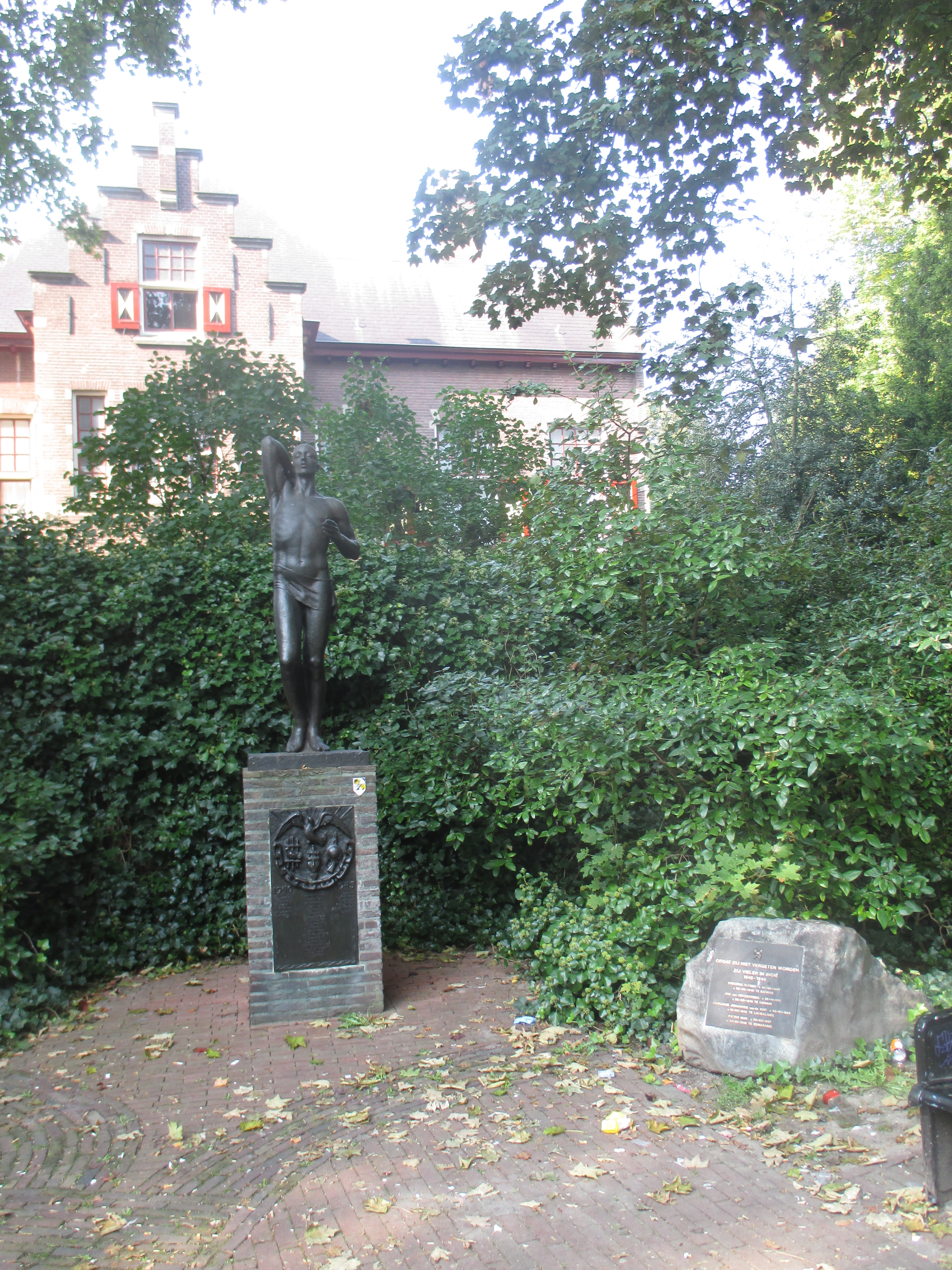
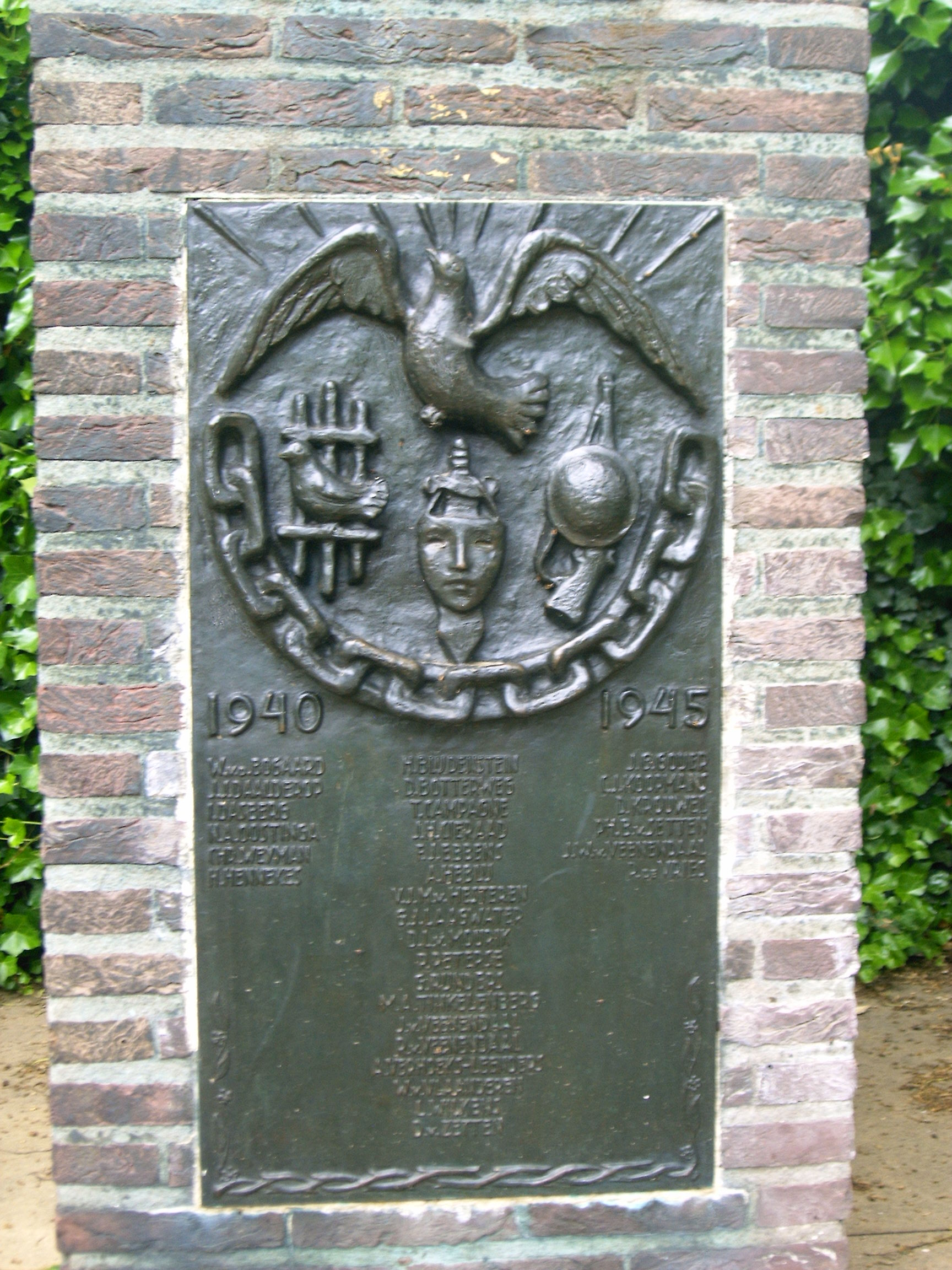